# Gunno Eurelius Dahlstierna
Gunno Eurelius Dahlstierna (Åmål, 7 settembre 1661 – Pomerania, 7 settembre 1709) è stato un poeta svedese.

## Biografia
Dahlstierna era figlio di un pastore protestante; studiò all'Università di Uppsala e lavorò inizialmente come agrimensore ottenendo cariche anche di una certa importanza nell'ambito della amministrazione statale.
La sua passione era la letteratura, soprattutto ammirava il Giovan Battista Marino e il marinismo, di cui risultò il più importante esponente svedese, e inoltre tradusse il Pastor Fido (1695) di Battista Guarini, in una traduzione-rifacimento intitolata Dem trogna Herden.
Le sue opere più conosciute furono Poeta reale (Kunga Skald, 1698), influenzata dal Marino, panegirico in ottava rima dedicato alla morte di Carlo XI di Svezia, dove miscela versi notevolmente virtuosi, dagli accenti ampollosi, ornati e retorici, a brani di una solenne e misurata efficacia ispirati dal suo grande amore per la sua terra; Canzone eroica sul Re e Pietro il Grande (Giota Kiampa-Wisa om Kaningen a Herr Padar, 1701), incentrata invece sulla vittoria di Narva, caratterizzata dall'assenza dello stile barocco e invece dalla presenza del tono delle folkvisor, delle ballate popolari e dalla vena ricca e colorita.

## Opere

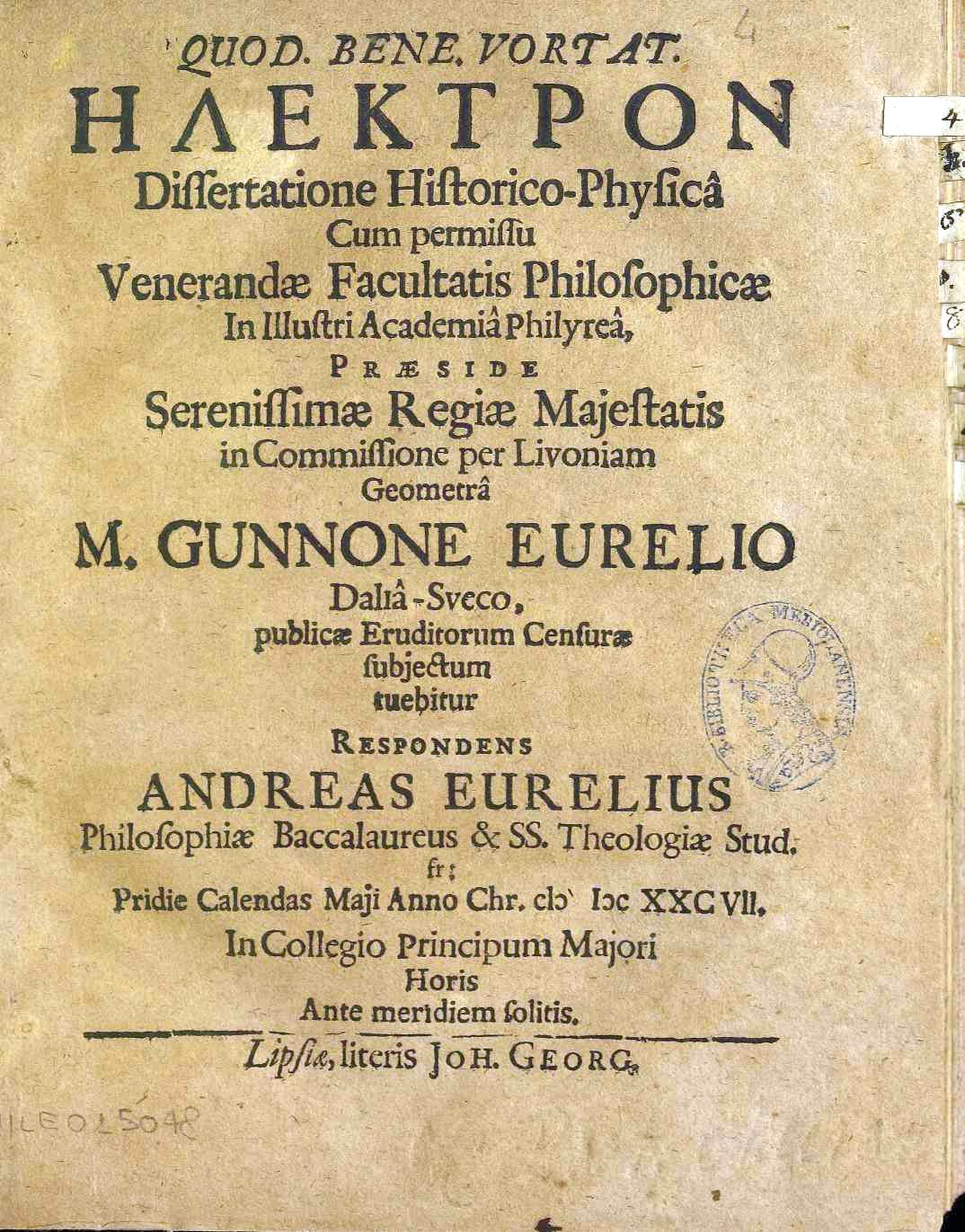
Elektron, 1687

- (LA) Elektron, Leipzig, Johann Georg, 1687.
- Pastor Fido traduzione-rifacimento intitolata Dem trogna Herden (1695);
- Poeta reale (Kunga Skald, 1698);
- Canzone eroica sul Re e Pietro il Grande (Giota Kiampa-Wisa om Kaningen a Herr Padar, 1701).